# Армсдорф, Андреас
Андреас Армсдорф (нем. Andreas Armsdorff; 9 сентября 1670, Мюльберг, Тюрингия — 31 декабря 1699, Эрфурт) ― немецкий композитор и органист эпохи барокко.

## Биография
Армсдорф родился в селе Мюльберг, расположенном недалеко от Готы. С ранних лет он изучал музыку и право. В какой-то момент своей юности Армсдорф переехал в соседний Эрфурт, где он, возможно, учился у Иоганна Пахельбеля. Андреас работал органистом в нескольких церквях города: Реглеркирхе, Андреаскирхе и Кауфманскирхе. Армсдорф умер в Эрфурте в возрасте 29 лет.
Ранняя смерть композитора не стала препятствием для посмертной популярности его музыки. Органные хоральные прелюдии Армсдорфа сохранились в многочисленных рукописных копиях, которые десятилетиями распространялись по всей территории Германии. В 1758 году композитор и музыкальный теоретик Якоб Адлунг в одном из своих сочинений похвалил музыку Армсдорфа, назвав её «приятной для прослушивания».

## Творчество
Армсдорф стал особенно известен благодаря своим фугам ― в его сохранившихся произведениях присутствуют черты продвинутой техники имитационной полифонии; примерами данной техники служат две хоральные прелюдии, написанные в форме канона: «Allein Gott in der Höh» и «Es spricht der Unweisen Mund». Органные прелюдии Армсдорфа написаны в основном на «центральнонемецкий» манер, однако в нескольких своих пьесах (например, в прелюдии «Allein zu dir, Herr Jesu Christ») композитор использовал орнаментированный верхний голос: применение данной техники было больше распространено в северных регионах Германии.
На сегодняшний день единственными дошедшими до наших дней произведениями Армсдорфа являются около 30 хоральных прелюдий для органа, однако существует множество свидетельств об утраченных вокальных сочинениях и многочисленных клавишных пьесах композитора.